# Gephyromantis cornutus
Gephyromantis cornutus är en groddjursart som först beskrevs av Frank Glaw och Miguel Vences 1992.  Gephyromantis cornutus ingår i släktet Gephyromantis och familjen Mantellidae. IUCN kategoriserar arten globalt som otillräckligt studerad. Inga underarter finns listade i Catalogue of Life.